# 群馬弁護士会
群馬弁護士会（ぐんまべんごしかい）は、群馬県の弁護士会である。略称は「群弁」（ぐんべん）。

## 所在地
- 〒371-0026 前橋市大手町3丁目6-6

## 業務内容
- 法律相談の運営
- 裁判員制度の普及活動
- 日本弁護士連合会との連携事業